# Lyle Sendlein
Lyle Mark Sendlein (* 16. März 1984 in Edina, Minnesota) ist ein ehemaliger US-amerikanischer American-Football-Spieler auf der Position des Centers. Er spielte seine gesamte Karriere bei den Arizona Cardinals in der National Football League (NFL).

## Frühe Jahre
Sendlein ging in Scottsdale, Arizona, auf die Highschool. Später besuchte er die University of Texas at Austin, wo er auch für das Collegefootballteam spielte.

## NFL
Nachdem Sendlein im NFL Draft 2007 nicht ausgewählt worden war, unterschrieb er einen Vertrag bei den Arizona Cardinals. In seiner ersten Saison sammelte Sendlein bereits Spielerfahrung. Ab seiner zweiten Saison avancierte er zum Stammspieler auf der Position des Centers. Er erreichte in der Saison 2008 den Super Bowl XLIII, welcher jedoch mit 23:27 gegen die Pittsburgh Steelers verloren ging. Sendlein wurde am 12. März 2015 von den Cardinals entlassen. Am 7. August 2015 unterschrieb er für ein weiteres Jahr bei den Cardinals, danach trat er vom Profifootball zurück.

## Persönliches
Sendlein ist ein deutschstämmiger US-Amerikaner. Sein Vater Robin Sendlein spielte ebenfalls in der NFL als Linebacker.